# PD-102,807
PD-102,807 je lek koji deluje kao selektivni antagonist za muskarinski acetilholinski receptor M4. On se koristi u naučnim istraživanjima za studiranje efekata različitih muskarinskih receptorskih podtipova u telu i mozgu.